# Marathon van Xiamen 2013
De marathon van Xiamen 2013 werd gelopen op zaterdag 5 januari 2013. Het was de elfde editie van deze marathon. Het evenement heeft de status IAAF Gold Label Race. De Ethiopiër Negari Terfa kwam als eerste over de streep in 2:07.32. Hiermee verbeterde hij het parcoursrecord. De eveneens Ethiopische Fatuma Sado Dergo zegevierde bij de vrouwen in 2:27.35.

## Uitslagen

### Mannen
| rang   | naam                      | land | tijd    |
| ------ | ------------------------- | ---- | ------- |
| Goud   | Negari Terfa              | ETH  | 2:07.32 |
| Zilver | Paul Lonyangat            | KEN  | 2:07.44 |
| Brons  | Sahle Warga               | ETH  | 2:08.39 |
| 4      | Gebretsadik Adhana        | ETH  | 2:09.00 |
| 5      | Peter Kamais              | KEN  | 2:09.53 |
| 6      | Solomon Bushendich        | KEN  | 2:10.18 |
| 7      | Mariko Kiplagat Kipchumba | KEN  | 2:10.28 |
| 8      | Jairus Chanchima          | ETH  | 2:10.37 |
| 9      | Julius Kiplagat Korir     | KEN  | 2:12.09 |
| 10     | Alemayehu Shumye Tafere   | ETH  | 2:12.57 |

### Vrouwen
| rang   | naam            | land | tijd    |
| ------ | --------------- | ---- | ------- |
| Goud   | Fatuma Sado     | ETH  | 2:27.35 |
| Zilver | Eunice Jepkirui | KEN  | 2:30.00 |
| Brons  | Eyerusalem Kuma | ETH  | 2:34.31 |
| 4      | Wang Xueqin     | CHN  | 2:34.56 |
| 5      | Workenesh Tola  | ETH  | 2:37.49 |
| 6      | He Xiaofan      | CHN  | 2:44.33 |
| 7      | Tao Shengyi     | CHN  | 2:44.49 |
| 8      | Bai Xuemei      | CHN  | 2:54.55 |
| 9      | Cao Ruifu       | CHN  | 2:57.51 |
| 10     | Chen Yuxuan     | CHN  | 3:05.19 |

2003 ·
2004 ·
2005 ·
2006 ·
2007 ·
2008 ·
2009 ·
2010 ·
2011 · 
2012 ·
2013 · 
2014 ·
2015 ·
2016 ·
2017